# Task Force KleptoCapture
Оперативна група KleptoCapture — це окрема одиниця міністерства юстиції США, заснована у березні 2022 року з метою втілення санкцій, спрямованих на російських олігархів. Вона була заснована після російського вторгнення в Україну

## Передумови
Президент Джо Байден анонсував зусилля зі створення групи під час цьогорічного звернення «Про становище країни». Команду було зібрано конкретно для того, щоб зробити мішенню російських олігархів. До її складу увійшли офіційні особи з Федерального бюро розслідувань, Служби маршалів США, Служби внутрішніх доходів, Служби поштової інспекції США, Міграційної та митної правоохоронної служби США і Секретної служби США. Основна мета оперативної групи — запровадити санкції проти цих осіб, щоб заморозити та заволодіти активами, які, як стверджував уряд США, були доходами від їх незаконної причетності до уряду Росії та вторгнення в Україну.

## Структура
Керівником групи Цільової групи було призначено досвідченого прокурора з питань корупції з прокуратури США у Південному округу Нью-Йорка, Ендрю Адамс Він раніше працював керівником Південного округу Нью-Йорка у боротьбі з відмиванням грошей та транснаціональними злочинними групами.
До складу групи входять представники Федерального бюро розслідувань, Служби судових приставів США, Податкової служби, Служби поштової інспекції США, Імміграційної та митної служби США та Секретної служби США.